# Otira aquilonaria
Otira aquilonaria là một loài nhện trong họ Amaurobiidae.
Loài này thuộc chi Otira. Otira aquilonaria được Hugh Davies miêu tả năm 1986.